# 硫化镉锌
硫化镉锌又称硫化锌镉，是硫化锌和硫化镉的混合物或复合物，可以用(Cd,Zn)S表示。它可用作光催化剂或半导体材料。
它曾经被用作美国的非法人体实验。

## 制备
硫化镉锌可以乙酸锌为锌源，乙酰丙酮镉为镉源，硫单质为硫源，在油胺-油酸混合体系中加热反应得到。